# Simple Kind of Life
«Simple Kind of Life» es una canción interpretada por la banda estadounidense No Doubt, incluida en su cuarto álbum de estudio, Return of Saturn (2000); también figuró en los recopilatorios The Singles 1992-2003 (2003) y Icon (2010), así como en la caja recopilatoria Boom Box (2003). Fue compuesta por la vocalista Gwen Stefani y producida por Glen Ballard. La compañía Interscope Records la publicó el 13 de junio de 2000 como el segundo sencillo del disco en Estados Unidos y Europa. Se creó en una noche que la cantante definió como «un momento SPM» y fue el segundo tema compuesto en su totalidad por la intérprete. Es una balada pop rock con sonidos lo-fi e influencias del estilo power ballad, cuya letra detalla el anhelo de Stefani de estabilizarse en su vida, casarse y formar una familia. Además, sueña sobre cómo sería su vida si hubiese un error en su método anticonceptivo y quedara embarazada, aunque luego contrasta esto con su compromiso con la música y con su banda. Finalmente, decide que estabilizarse es solo una fantasía desde su libertad y la independencia es más importante para ella.
En términos generales, recibió reseñas positivas de periodistas y críticos musicales, quienes elogiaron la voz de la intérprete y lo consideraron uno de los mejores temas de Return of Saturn. Asimismo, notaron el cambio en su dirección musical con este tema, aunque algunos no quedaron satisfechos con el resultado y le otorgaron opiniones variadas. De igual manera, obtuvo algunos reconocimientos por parte de reporteros y críticos como una de las mejores canciones de la banda. Desde el punto de vista comercial, llegó al puesto 38 de la lista estadounidense Billboard Hot 100, mientras que en Canadá y Países Bajos ocupó las posiciones 52 y 98, respectivamente. Para su promoción, se filmó un videoclip dirigido por Sophie Muller, quien ya había trabajado con la banda en «Don't Speak», «Excuse Me Mr.» (1996) y «Sunday Morning» (1997), entre otros. En él, se ilustran los temas de la canción sobre el matrimonio y la familia. Tras su publicación,, la banda la interpretó en varias ocasiones, entre ellas en la ceremonia de los Teen Choice Awards, celebrada el 6 de agosto de 2000, y en las giras promocionales de Return of Saturn, Rock Steady (2001), The Singles Tour 2004 y Summer Tour 2009.

## Antecedentes
| «Fue genial, porque en ese momento en su vida [en la de Stefani], estaba como "Tom, tienes que enseñarme algunos acordes, quiero aprender a tocar la guitarra". Aprendió como cuatro acordes, se sentó en una sala un día, creo que en casa de Glen Ballard, porque estábamos trabajando con él, y la compuso. Era una canción simple y grande. [...] Estaba tan orgulloso de que Gwen la compusiera sola». —Tom Dumont, guitarrista de No Doubt, comentando sobre «Simple Kind of Life». |

Gwen Stefani escribió y compuso «Simple Kind of Life» durante una sesión de grabación de último minuto. La vocalista había estado creando temas con el bajista Tony Kanal ese día, y la compuso durante la noche que definió como «un momento SPM». Luego de «Suspension Without Suspense», «Simple Kind of Life» se convirtió en la segunda canción en ser compuesta en su totalidad por la intérprete. Mientras los demás integrantes terminaban una pista en el piso de arriba de los estudios, Stefani comenzó a trabajar en ella abajo un viernes. Tras mostrársela a los miembros fue grabada el siguiente lunes, sin ensayos ni retoques de sonido, en los estudios Royaltone, en el norte de Hollywood, Los Ángeles; fue una de las últimas pistas grabadas para el disco. La batería de Adrian Young se mezcló a través de filtros lo-fi con el fin de darle una sensación de power ballad. En una entrevista con la revista Complex, realizada en septiembre de 2012, Tony Kanal comentó:

«Es increíble. Creo que es uno de los temas definitivos de No Doubt, especialmente por la letra. Es una verdadera canción de Gwen y encapsula todo lo que estaba viviendo y pasando en ese momento. Esas son con las que la gente realmente se relaciona, porque es muy honesta y sincera en sus letras. Es otra letra grande y definitiva de Gwen, queriendo ese "simple tipo de vida"».

La compañía discográfica Interscope Records la publicó como el segundo sencillo de Return of Saturn el 13 de junio de 2000. También figuró en los álbumes recopilatorios The Singles 1992-2003 (2003) y Icon (2010), como así también en la caja recopilatoria Boom Box (2003).

## Composición

«Simple Kind of Life» está compuesta en la tonalidad de fa mayor.

«Simple Kind of Life» es una canción pop rock con sonidos lo-fi e influencias del estilo power ballad. De acuerdo a Barry Walters, de la revista Rolling Stone, es una balada de rock sinfónica, que presenta un rasgueo folk de guitarra. Por su parte, el periodista y biógrafo David Browne, en su reseña al álbum para Entertainment Weekly, lo describió como un número power pop bien trabajado. Según la partitura publicada en Musicnotes.com por Kobalt Music Publishing America, Inc., se establece en el compás de 4/4 con un tempo moderado de 116 pulsaciones por minuto. Está compuesta en la tonalidad de fa mayor y el registro vocal de Stefani se extiende desde la nota sol3 a do5. Comienza con una introducción en un compás de 4/4, que introduce a una progresión armónica dórica de re menor9-do mayor7, utilizada para tres versos del tema. Luego de cada verso le sigue el estribillo, donde la armonía cambia a una progresión de do mayor7-mi menor7-fa-si♭. A continuación, un puente totalmente en re menor precede la tercera estrofa y, luego del tercer estribillo, comienza la coda, donde cierra el tema y repite la frase ad líbitum a simple kind of life —«un simple tipo de vida»—. Mientras va desvaneciéndose, confirma su tonalidad mayor en una serie de acordes de do7 y fa7.

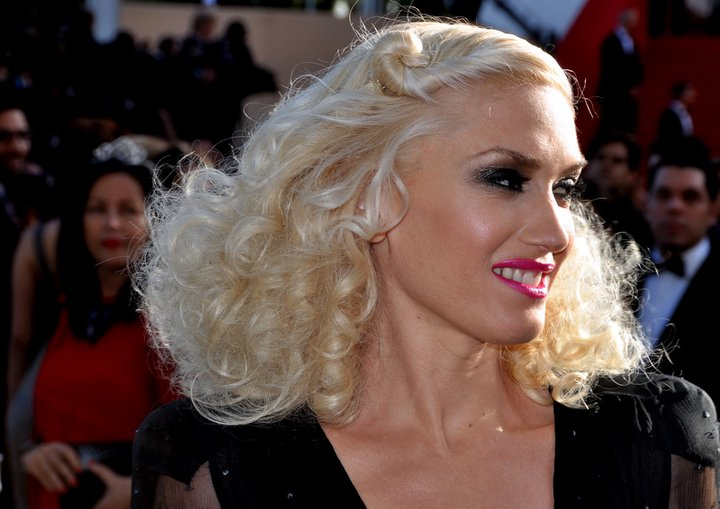
Gwen Stefani escribió y compuso «Simple Kind of Life».

La letra detalla el anhelo de Stefani de estabilizarse en su vida, casarse y formar una familia, y analiza la tensión entre una fantasía de compromiso romántico y la realidad de su propia independencia. En el verso final, sueña sobre cómo sería su vida si hubiese un error en su método anticonceptivo y quedara embarazada; sin embargo, contrasta esto con su compromiso con la música y con su banda. Finalmente, decide que estabilizarse es solo una fantasía desde su libertad y la independencia es más importante para ella. Kylie Savino, de Orlando Sentinel, mencionó que la intérprete solo quiere encontrar a un hombre sencillo, para que finalmente pueda convertirse en esposa. La revista Teen Ink señaló que describe a alguien que «desea la vida simple, pero se da cuenta de que nada es simple y la vida está llena de desafíos». Amy Linden, Steve Dougherty y Ralph Novak, editores de la revista People, manifestaron que en la frase And all I needed was a simple man / So I could be a wife —«Y todo lo que necesitaba era un hombre simple / Y así podría ser una esposa»— parece haber estado motivada por la cantante al cumplir los 30 años el pasado octubre de 1999. Walters elogió la composición de Stefani y dijo que, cuando confiesa I always thought I'd be a mom / Sometimes I wish for a mistake —«Siempre pensé que sería madre / A veces deseo un error»—, está claro que esta mujer, que muchos desean pero pocos la consideran como una artista, ha compuesto una canción que puede sentarse sobre el mismo estante con los gustos de Elliott Smith y Aimee Mann. Sal Cinquemani, de Slant Magazine, expresó que ofrece «descaradamente» una «reacción tardía» al oírla, y Brian Hiatt, de Entertainment Weekly, pensó que esa misma línea debe haber puesto nervioso a su entonces novio y actual pareja, Gavin Rossdale. En un comentario sobre la letra, Tom Dumont declaró que lo difícil es tratar de averiguar lo que es importante en la vida: «Es genial tener una buena casa y un buen coche, pero finalmente, por primera vez, he descubierto lo que deben ser las prioridades. Las personas: mi novia, mi familia, la banda». En referencia a esto, Stefani comentó durante una entrevista a Entertainment Weekly en mayo de 2000 que:

«Quien me conoce sabe que tener una familia siempre ha sido lo más importante para mí. Quería ser madre —que es una entrega incondicional de amor— y una esposa comprensiva, y de pronto, aún no puedo ser una buena novia, porque no puedo encontrar el momento adecuado para considerarlo. Quiero hacerlo todo, pero solo puedo hacer una cosa buena y ahora mismo he elegido hacer esto. Estar en una banda es un poco una decisión egoísta».

## Recepción crítica

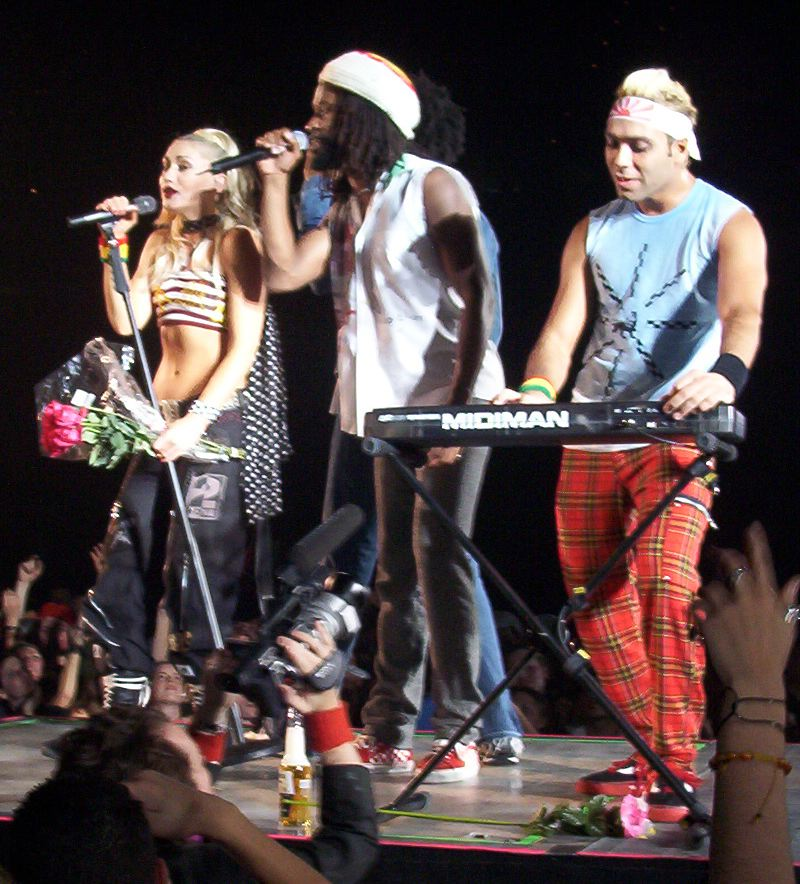
No Doubt durante la gira promocional del álbum Rock Steady en 2002, donde interpretaron «Simple Kind of Life». La presentación figuró posteriormente en el DVD Rock Steady Live (2003).

En términos generales, «Simple Kind of Life» obtuvo reseñas positivas de los periodistas y críticos musicales. Linda Laban de The Phoenix la describió como una «balada exitosa» y sublime. Rob Sheffield, de Rolling Stone, le otorgó una opinión muy favorable y consideró al tema «absolutamente excelente», con guitarras folk-rock masivas, y lo llamó uno de los más destacados de Return of Saturn. Barry Walters, de la misma revista, comentó que sus gestos vocales cursis han desaparecido y fueron reemplazados por un deseo que obsesiona adecuadamente después de que el estribillo final se desvanece. De manera similar, Brian Hiatt, de Entertainment Weekly, señaló que canta con una voz más suave y baja en lugar de su habitual grito de antaño, e insinúa que preferiría educar una familia que promover éxitos pop, específicamente en las líneas How'd I get so faithful to my freedom? / A selfish kind of life —«¿Cómo llegaré tan fiel a mi libertad? Una clase de vida egoísta»—. Por su parte, David Browne, de la misma publicación, comentó que le va bien a la declaración de Stefani y que «las melodías eran mantecosas hasta el punto de enternecerse». El crítico Scott Floman elogió su desempeño vocal y lo calificó de «sincero» y «anhelante». Kembrew McLeod, de SonicNet, mencionó que era una canción de amor alegre y una balada dulcemente sentimental. Oliver Wang, de LA Weekly, la llamó una balada «nostálgica» y mejor que «Don't Speak» (1996), «su mayor éxito». El periodista Stephen Thomas Erlewine de Allmusic la seleccionó como una de las más destacadas del álbum, y en su reseña al recopilatorio The Singles 1992-2003, comentó que era una «balada de suspiro». El editor Niles Baranowski, de Westnet, la caracterizó de «pegadiza» y «hábilmente sentimental». El crítico también mencionó que el registro vocal característico de la cantante ya no se escuchaba como en otros temas.
Algunos periodistas notaron el cambio en la dirección musical de No Doubt con este tema. Por ejemplo, Stuart Green, de la revista canadiense Exclaim!, señaló que mientras «Ex-Girlfriend», «New», «Staring Problem» y «Six Feet Under» muestran que la banda aún puede rockear, «Simple Kind of Life», junto con «Magic's in the Makeup» y «Marry Me», representan su lado más «relajado». Barry Walters, de Rolling Stone, comentó que «llega ser a la vez grande, frágil y muy, muy triste». Liana Jonas, en su reseña al sencillo para Allmusic, reconoció que el tema expresó todos los cambios de géneros que No Doubt transitó a lo largo de su carrera y proporcionó «la obra más íntima de la colección», además de que su composición y su sonido grunge rock le permitió mostrarles un sonido nuevo y maduro. La crítica expresó que marcó un gran riesgo en su carrera, pero significó que el público fue receptivo al cambio que la banda desarrollaba y obtuvo buenos resultados. Para finalizar, dijo que la letra «íntima» invitó a los seguidores a la vida privada de Stefani y una conexión personal que anhelaban los oyentes en la música: «"Simple Kind of Life" respondió a esta llamada, y también proporcionó a la cantante la oportunidad de ser vulnerable a su público. Con ese fin, [...] abrió muchas puertas para la banda, que ahora puede sentirse más relajada en experimentar y publicar otras grabaciones diversas en el futuro».
Otros críticos no quedaron satisfechos con el trabajo y le otorgaron opiniones variadas. Una de estas provino de Stephen Thompson, de The A.V. Club, quien señaló que el álbum era una colección desalentadora de las canciones menos fortalecedoras, y en ella citó a «Simple Kind of Life». En su crítica a The Singles 1992-2003, un editor del sitio Hip Online lo definió como el sucesor de «Don't Speak», pero comentó que no era genial, «pese a que sea difícil negar que es excelente». Aunque Matt Springer, de Pop-Culture Born, declaró que había una madurez en las letras de Return of Saturn, estas palabras no eran relegadas a una balada cursi y aburrida como «Simple Kind of Life». No obstante, elogió que afrontara la mayoría de estos asuntos de frente, como el de estabilizarse y tener hijos, cuando Stefani analiza sus propias decisiones de vida y las direcciones que la han conducido a ello. Anthony Thornton, de la revista New Musical Express, criticó la producción y opinó que «al parecer, olvidaron decirle a los productores que creían que estaban produciendo un himno importante de rock tempestuoso y brillante. "Simple Kind of Life" es el equivalente auditivo de injertar motores de jet a una mariposa». Por último, Nathan Rabin, de The A.V. Club, le otorgó una opinión ambivalente y consideró que suena casi «incómodamente íntima», y con su deseo retrógrado de un marido idealizado, un bebé y una familia tradicional, es apenas un gran salto hacia adelante, pero su sinceridad poco favorecedora y casi desesperada sigue siendo patética.

### Reconocimientos
En general, «Simple Kind of Life» obtuvo buenas reseñas de los críticos y fue incluida en algunas listas de las mejores canciones de No Doubt. Así, Sam Wilbur de AOL la ubicó en el décimo puesto de su lista y dijo que era una de las más profundos de la banda. Marissa Pessolano de The Celebrity Cafe y Sara D. Anderson de PopCrush la incluyeron en la octava posición de sus diez mejores pistas, y esta última la calificó de «triste». También quedó en el tercer lugar del ranking de Michael Gallucci, de Diffuser.fm, y en el veintinueve de las 40 mejores canciones del año 2000 de Pazz & Jop, una encuesta de cientos de críticos musicales elaborada por Robert Christgau. Por último, Brian Hiatt, de Entertainment Weekly, la seleccionó dentro de los cinco mejores temas del grupo y declaró que a diferencia del melodrama de «Don't Speak» (1996), «es musicalmente discreto (rasgueos de guitarra y una melodía melancólica), pero líricamente devastador».

## Recepción comercial
Tras su publicación, «Simple Kind of Life» alcanzó una recepción comercial baja. En los Estados Unidos, pese a que se convirtió en el sencillo más exitoso de Return of Saturn, llegó al puesto número 38 de la lista Hot 100. En los demás conteos de la revista Billboard, ocupó las posiciones catorce en Alternative Songs, dieciocho en Adult Pop Songs, 32 en Pop Songs y 78 en Radio Songs. Fuera de EE. UU., ocupó el número 52 en el ranking de Canadá RPM Top Hit Tracks y el 27 en Top 30 Rock Report. Finalmente, en los Países Bajos, ingresó en la posición 100 el 17 de junio de 2000, y la semana siguiente alcanzó el 98.

## Vídeo musical

### Antecedentes y producción
| «Sophie Muller es una de mis amigas más talentosas. Es conducida por la creatividad y el amor por lo que hace, y como resultado nunca compromete. La considero una verdadera artista. Era fanática del trabajo de Sophie antes de que imaginara trabajar con ella. Tiene un estilo muy notable y un gusto que me atrajo. Creo que tiene el don de ser capaz de resaltar la emoción, el estilo y la personalidad del artista». —Gwen Stefani comentando sobre el trabajo de la directora del videoclip de «Simple Kind of Life», Sophie Muller. |

El vídeo musical de «Simple Kind of Life» fue dirigido por Sophie Muller, quien ya había trabajado con la banda anteriormente en «Don't Speak», «Excuse Me Mr.» (1996) y «Sunday Morning» (1997), entre otros. El vídeo fue incluido tiempo después en el DVD The Videos 1992-2003. En una entrevista con el sitio MVWire, la intérprete comentó que estaba con ella cuando la canción fue compuesta, por lo que afirmó que «era obvio que sería la indicada en hacer el vídeo» cuando se la cantó luego de haberla finalizado. Además, sostuvo que ambas tenían el mismo objetivo de querer hacer algo que pudiera conmover emocionalmente a las personas cuando viesen el videoclip y que las imágenes reflejasen la letra y la emoción detrás de la canción. Continuó: «Le encanta colaborar y está motivada e inspirada por la creatividad de los artistas con los que trabaja. [...] La amplia cantidad de preparación en el vídeo es muy importante para Sophie y le encanta tener reuniones para discutir el proyecto con el fin de que sea grandioso. En el set su dirección es modesta y sencilla, pero sabe lo que quiere y sabe cuando lo consigue. [...] Después de todo creo que la inspiración que entra en el rodaje, su verdadero talento es en la edición. Tiene una manera de hacer que cada escena tenga un motivo y un significado. Los vídeos tienen una vida propia y se vuelven mejor cada vez que los miras. [...] Me ha enseñado mucho y me siento muy afortunada de haber trabajado con ella».
Por su parte, Muller declaró que era una canción muy personal e ideó el videoclip sobre la base de la letra, pues sintió que había muy pocos temas que revelaran tanto en su letra, tal como lo hizo Stefani en «Simple Kind of Life». Para ello, usó a un integrante diferente para cada verso y abordó sobre lo que trataba la pista. Se utilizaron tres escenarios para que la intérprete pudiese actuar, y en lugar de «agobiarlos con cosas» y decirles qué era lo que debían hacer, solo dejó que hicieran su trabajo. En un principio, la directora quería que la escena de la pesadilla la mostrara «flotando sobre un mar de jugo de naranja», pero luego fue cambiado a la actual, donde corre en un pasillo lleno de pasteles de novia; al respecto, comentó: «Es la única parte del vídeo donde está con ella misma, donde cae en este otro mundo y donde está flotando encima de él. Así es como me lo imaginé, pero cambió con su interpretación, con ella de pie, menos indecisa y más sensual. [...] Tuve que ser un poco más específica, debido a la escena de la torta. Gwen quería que estuviese en esta sala gigante llena de tortas que no terminan nunca. Fue una pesadilla rara, en este mundo sobre su boda y su pastel, y tratando de detener a la banda de destruirla». Además, se empleó los efectos especiales para duplicar los pasteles en dicha escena y de esa manera obtener miles. En esa misma entrevista, Muller también contó sobre su rol como directora, y dijo:

«[...] Las cosas cambian todo el tiempo - en mi cabeza y en el set. Normalmente reacciono a lo que veo, en lugar de hacer que los artistas reaccionen a lo que he escrito en un papel. [...] Con cada vídeo, siempre trato de hacer algo que no hice antes. La mayoría de la gente no puede precisar lo que hago, porque no tengo "un estilo". Me aburriría a muerte crear una y otra vez el mismo estilo, y necesito entrar en él sin saber lo que pasará. Hacer vídeos es realmente emocionante y creativo, pero si siempre supe lo que iba a hacer, ya no sería interesante para mí».

### Sinopsis y recepción

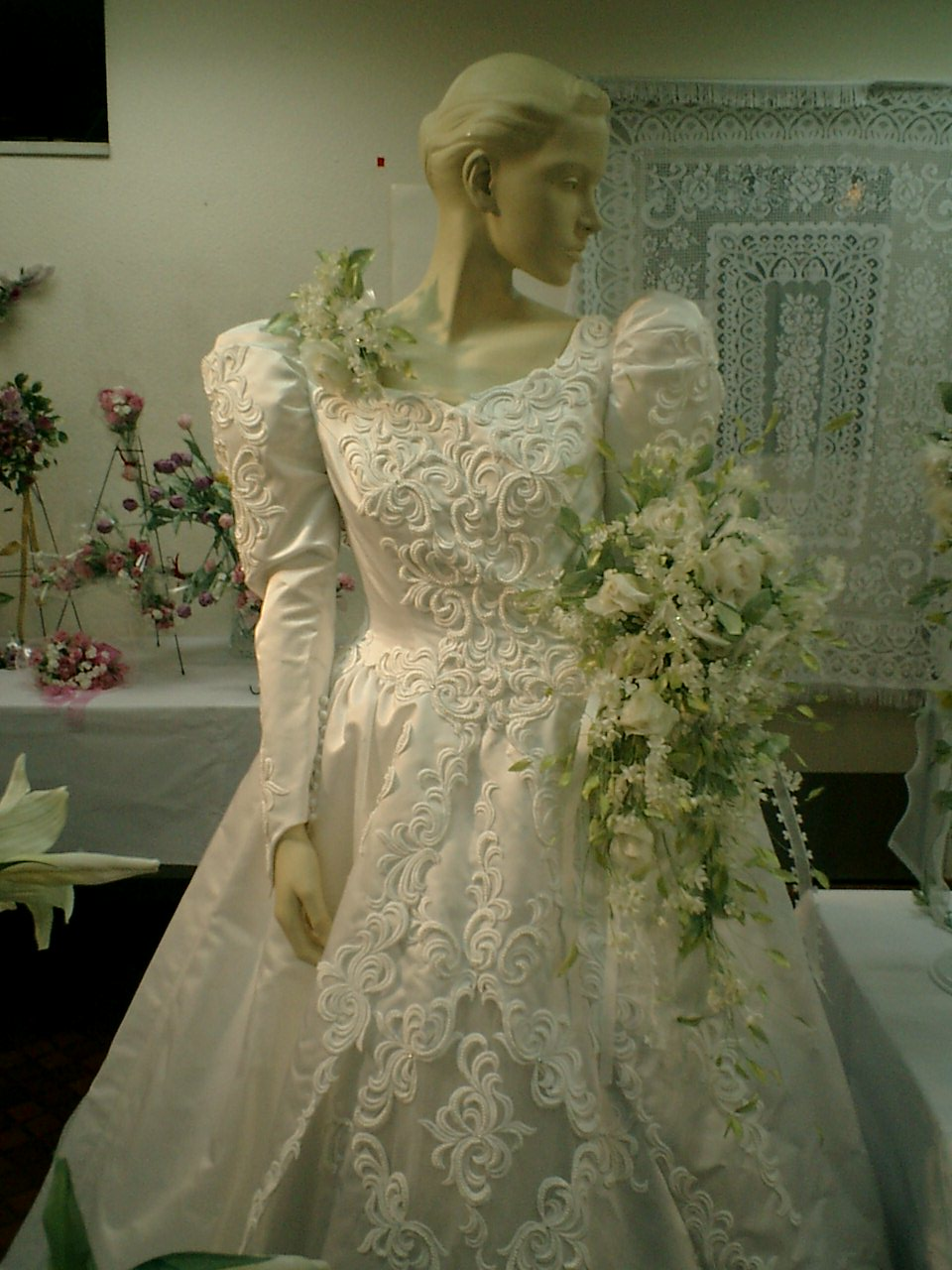
En el videoclip, Stefani corre hacia una iglesia llevando un vestido de novia, que fue diseñado sobre la base de un desfile de modas realizado por John Galliano.

El videoclip inicia con una escena de Stefani y Kanal abrazados y durante el estribillo, donde recita las líneas And all I wanted was the simple things/A simple kind of life, corre hacia una iglesia mientras lleva un vestido de novia, diseñado sobre la base de un desfile de modas realizado por John Galliano, mientras los demás integrantes corren detrás de ella. Durante el segundo verso, la intérprete y Tom Dumont están sentados en un sofá, luego la primera se para sobre la mesa mientras el segundo empieza a tocar una guitarra acústica. En el segundo estribillo, se la muestra teniendo una pesadilla en el que está en un pasillo interminable lleno de pasteles de bodas e intenta detener a sus compañeros de destruirlos. Entonces hay un sueño en el cual es retroiluminada frente a un círculo de estrellas; a continuación, se sienta con Young para la tercera estrofa donde se proyecta una luz en forma de una píldora anticonceptiva, con una de ellas faltante. Esta escena coincide con la línea Sometime I wished / For a mistake —«Alguna vez deseé un error»—, haciendo referencia a su deseo de quedar embarazada. Young se levanta rápidamente y sale después de que la cantante pronuncia You seem like you'd be a good dad —«Tú pareces que serías un buen padre»—, para luego mostrar a los integrantes tocando sus instrumentos. Antes de finalizarse, la banda camina por un cementerio y Stefani encuentra un bebé; los muchachos extienden sus brazos para sostenerlo, pero esta termina rechazándolo y entregándoselo a otra mujer. El videoclip termina cuando entra en su remolque para quitarse el maquillaje.
Sara D. Anderson, de PopCrush, le otorgó una opinión positiva y explicó que su lucha entre casarse y educar una familia y estar comprometida con la banda aparece «creativamente» en el vídeo, «con una futura esposa Gwen apareciendo en varias secuencias de fantasía». El canal de televisión canadiense MuchMusic lo incluyó en el puesto número tres de los cinco mejores vídeos de la banda; lo calificó como «clásico» y declaró que la escena donde corre a la iglesia en su vestido mientras sus compañeros la persiguen es «por lejos uno de los mejores momentos en los videoclips de No Doubt». Por su parte, el contribuidor Toure, de la revista Rolling Stone, lo llamó «fantástico». En los conteos de los programas dedicados a vídeos musicales, «Simple Kind of Life» no alcanzó una buena recepción. Ingresó en la séptima posición de Total Request Live de MTV el 24 de abril de 2000; hizo dos apariciones más esa semana pero no logró llegar a un lugar más alto y salió del ranking.

## Presentaciones en directo

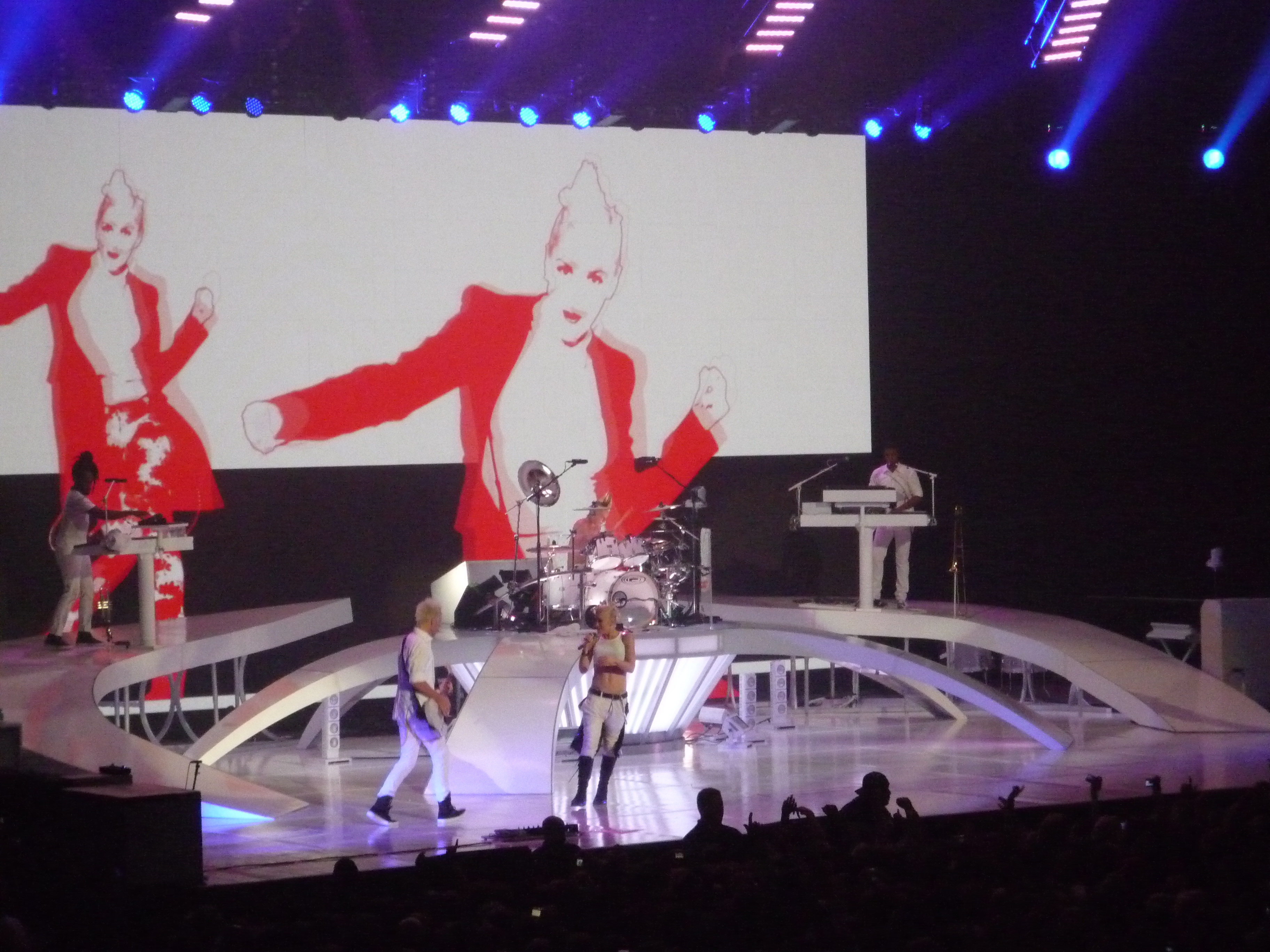
No Doubt presentándose en la gira Summer Tour de 2009, donde la canción formó parte del repertorio.

Antes de que «Simple Kind of Life» e incluso el disco fuesen publicados, No Doubt se presentó en la gira de ocho conciertos West Coast Club, entre septiembre y octubre de 1999 y lo interpretó junto con otros temas de su discografía. Al año siguiente, la presentó en el tour promocional de Return of Saturn; los reporteros Eric J. Cholankeril y Naveen Sunkavally, del periódico The Tech, declararon que la actuación fue «honesta, sincera y hermosa», e ilustró las características más atractivas de la banda, además de la cantante. En la ceremonia de los Teen Choice Awards de 2000, celebrada el 6 de agosto, la agrupación la tocó y Stefani utilizó el mismo vestido de novia que portó en el videoclip, creado por John Galiano. En diciembre de ese año, los integrantes tocaron en el concierto anual KROQ Almost Acoustic Christmas, organizado por la emisora de radio KROQ y lo interpretaron en las dos fechas programadas. Posteriormente, entre octubre y noviembre de 2001, el grupo participó como acto de apertura en la gira de U2 Elevation Tour y la incluyó en el repertorio. También formó parte del repertorio del Rock Steady Tour de 2002, y fue incluida en el DVD Rock Steady Live, puesto a la venta en noviembre de 2003. Anthony Kuzminski, de la revista Unrated Magazine, la seleccionó como una de las presentaciones más destacadas en su reseña al concierto del 6 de abril en Chicago.
Dos años después, figuró como una versión acústica en The Singles Tour 2004, realizada junto con Blink-182. Phil Bonyata, de Concert Live Wire, la calificó de «dulce, pero melancólica», y Joe D'Angelo del canal MTV declaró que tanto «Simple Kind of Life», como así también «Spiderwebs» (1995) «Ex-Girlfriend» (2000) y «Hey Baby» (2001), convirtieron al recital en una «fiesta sing along». Luego de que No Doubt retornara a los escenarios tras su período de receso en 2004, se embarcó en la gira Summer Tour (2009) y volvió a cantar el sencillo en todos los conciertos.</ref> En el espectáculo del 2 de mayo en Atlantic City, Nueva Jersey, Stefani inició la presentación diciendo al público: «Esta es la primera vez que canto esta [canción] desde que los dos bebés salieron de mi vientre»; James Montgomery de MTV la denominó «dulce y conmovedora». Del 24 de noviembre al 6 de diciembre de 2012, los miembros realizaron siete presentaciones en el Anfiteatro Gibson llamado Seven Night Stand, para la promoción de su sexto disco Push and Shove, y la tocaron como la décima canción. El 23 de septiembre de 2014, la banda organizó un concierto especial en The Forum, ubicado en California, para amigos, familiares y admiradores suyos; allí, estuvo dentro del repertorio junto con otras de sus seis álbumes de estudio. Cuatro días después, la presentaron nuevamente en el festival Global Citizen, en Central Park, Nueva York; al final de su actuación, el músico británico Sting se les unió para interpretar «Message in a Bottle» (1979). El 23 de octubre de ese año, se organizó la gala anual de los premios Spirit of Life, presentado a las personas que ejemplifican los ideales y valores que han guiado al centro médico nacional City of Hope durante un siglo, y «cuyos logros profesionales y humanitarios son dignos de celebración»; No Doubt fue uno de los artistas invitados y ejecutó «Simple Kind of Life» y «Don't Speak», entre otros temas.

## Lista de canciones y formatos
- 7"

| Sencillo de 7" |                                           |          |  |
| N.º            | Título                                    | Duración |  |
| 1.             | «Simple Kind of Life» (versión del álbum) | 4:16     |  |
| 2.             | «Ex-Girlfriend» (versión del álbum)       | 3:30     |  |

- Maxi sencillo

| Maxisencillo |                                           |          |  |
| N.º          | Título                                    | Duración |  |
| 1.           | «Simple Kind of Life» (versión del álbum) | 4:16     |  |
| 2.           | «Ex-Girlfriend» (Acoustic Live)           | 3:43     |  |
| 3.           | «Cellophane Boy» (versión del álbum)      | 2:53     |  |

- Sencillo en CD

| Sencillo en CD |                                           |          |  |
| N.º            | Título                                    | Duración |  |
| 1.             | «Simple Kind of Life» (versión del álbum) | 4:16     |  |
| 2.             | «Full Circle» (versión del álbum)         | 3:16     |  |
| 3.             | «Beauty Contest»                          | 4:14     |  |

| Sencillo en CD promocional |                                           |          |  |
| N.º                        | Título                                    | Duración |  |
| 1.                         | «Simple Kind of Life» (versión del álbum) | 4:16     |  |

| Sencillo en CD promocional |                                           |          |  |
| N.º                        | Título                                    | Duración |  |
| 1.                         | «Simple Kind of Life» (versión del álbum) | 4:16     |  |

| Sencillo en CD |                                           |          |  |
| N.º            | Título                                    | Duración |  |
| 1.             | «Simple Kind of Life» (versión del álbum) | 4:16     |  |
| 2.             | «Beauty Contest»                          | 4:14     |  |
| 3.             | «Simple Kind of Life» (Acoustic Live)     | 4:14     |  |
| 4.             | «Simple Kind of Life» (vídeo musical)     | 4:16     |  |

## Posicionamiento en listas
| País (Lista 2000)                   | Mejor posición |
| ----------------------------------- | -------------- |
| Canadá (RPM Top Hit Tracks)         | 52             |
| Canadá (Top 30 Rock Report)         | 27             |
| Estados Unidos (Adult Pop Songs)    | 18             |
| Estados Unidos (Alternative Songs)  | 14             |
| Estados Unidos (Billboard Hot 100)  | 38             |
| Estados Unidos (Pop Songs)          | 32             |
| Estados Unidos (Radio Songs)        | 73             |
| Países Bajos (Dutch Single Top 100) | 98             |

## Créditos y personal
Producción
- Composición: Gwen Stefani.
- Producción: Glen Ballard.
- Grabación: Alain Johannes (Royaltone, norte de Hollywood, Los Ángeles, California).
  - Grabación adicional: Bryan Carrigan y Scott Campbell.
- Mezcla: Jack Joseph Puig (Ocean Way, Hollywood, Los Ángeles, California).
- Masterización: Bob Ludwig (Gateway Mastering, Portland, Oregón).

Instrumentación
- Voz: Gwen Stefani.
- Bajo: Tony Kanal.
- Guitarra eléctrica: Tom Dumont.
- Batería y percusión: Adrian Young.
- Sintetizadores, piano, teclado y trombón: Gabrial McNair.
- Trompeta: Stephen Bradley.

Otros
- Diseño: Robert Fisher (Flying Fish Studio).
- Interscope Records: compañía discográfica.

Fuentes: Discogs y notas del álbum Return of Saturn.